# Juan Carlos Howard
 Juan Carlos Howard (San Isidro, 12 de octubre de 1912 - 2 de noviembre de 1986) fue un pianista, director de orquesta, compositor y arreglista  dedicado al género del tango. Sus padres fueron Juan Howard y Lidia Cedarri

## Actividad profesional
Estudió piano desde niño y a los 12 años debutó en LS9 Radio La Voz Del Aire. Inicialmente participó en varios conjuntos de jazz entre 1928 y 1930, integró la formación de Juan D’Arienzo reemplazando a Luis Visca. Allí estaban los bandoneonistas Juan Navarro y Anselmo Aieta –después llegó Ciriaco Ortiz- los violinistas Nicolás Primiani, Florentino Ottaviano,Luis Cuervo y el propio director en violines (después se agregó Alfredo Mazzeo); el contrabajista Alfredo Corleto (después Juan Puglisi) y la voz de Carlos Dante a la que en 1929 se agregó Francisco Fiorentino.
En 1930, dirigió el acompañamiento del cantor Ernesto Famá hasta que  este se fue a la orquesta de Francisco Canaro, oportunidad en que Howard fue contratado por Roberto Zerrillo, con el que fue el puntal de su orquesta, hasta fines de 1940. Después, dirigiendo su propia orquesta en la que estaban los cantores Hugo Gutiérrez y Alberto Morales, trabajó como figura central en el salón El Picadilly.
En 1946, formó el rubro Howard–Landi con el cantor Mario Landi y además de trabajar en el cabaré Sans Souci hicieron una gira por el Uruguay. En 1947 ingresó a la orquesta de Francisco Lomuto en la que cantaba  Chola Luna que realizó una memorable gira por España que se inició con el debut el 1 de mayo en el teatro Fontova de Madrid  y se disolvió al regresar. Howard organizó otra orquesta, esta vez con la voz de Miguel Montero, y actuó en el Café Marzotto, de la avenida Corrientes. 
En 1949 Lomuto formó su última orquesta que fue la mejor, la más evolucionada y afiatada. La componían:
- Bandoneones: Federico Scorticati, Alfredo Cordisco, Manuel Álvarez y Domingo Greco.
- Violines: Carlos Taverna, Ernesto Gianni, José Carli y Otelo Gasparini.
- Piano: Juan Carlos Howard.
- Contrabajo: Alberto Celenza.
- Cantores: Alberto Rivera y Miguel Montero.

Con esta orquesta Lomuto reanudó sus grabaciones para el sello RCA Victor el 6 de octubre de 1949 con una nueva versión de su tango Muñequita y el 27 de octubre de 1950 hizo su último registro con Tarde y Alma en pena.
Esta importante etapa se interrumpió por la súbita muerte del maestro Lomuto, el 23 de diciembre de 1950. Howard formó entonces un conjunto integrado por los violinistas Carlos Arnaiz y José Votti, el contrabajista Domingo Donnaruma y los cantores Carlos Bermúdez y Marcelo Paz, con el cual trabajó en las radios Belgrano y Splendid y en locales nocturnos de primer orden, haciendo además para el sello Orfeo entre 1953 y 1954, ocho registros fonográficos -4 instrumentales y 4 cantados-.
En 1955 ingresó a la orquesta del director Héctor Varela en reemplazo del pianista uruguayo César Zagnoli que se había desvinculado. La orquesta pasaba por un período de gran popularidad y ese fue, tal vez, la etapa más brillante y redituable de Howard, mostrando toda su capacidad instrumental, destacándose su gran velocidad rítmica.

## Labor como compositor
Howard compuso bellos temas como los exitosos tangos Y te parece todavía (1957, sobre letra de Abel Aznar y Melodía oriental , en colaboración con Roberto Zerrillo sobre letra de Enrique Cadícamo, que fueron éxitos en su momento, y otros menos populares como De punta y taco, Esas cosas del corazón, No puede ser, Trovador mazorquero, Tu olvido y yo, Milonga de arrabal, entre otros.
Howard falleció el 2 de noviembre de 1986.

## Obras registradas en SADAIC
Las obras registradas a nombre de Juan Carlos Howard en SADAIC son:
- Al tiro  (1971)
- Claro que sí (en colaboración con Mariano Abel Aznar)
- Corazón me equivoqué (en colaboración con Mariano Abel Aznar) (1979)
- De punta y taco (en colaboración con Roberto Zerrillo)
- Duda (en colaboración con Manuel A. Meaños y Roberto Zerrillo) (1940)
- El puntiao
- Entre la lluvia (en colaboración con José María Contursi) (1942)
- Esas cosas del corazón (en colaboración con José María Contursi) (1962)
- Esperanza (en colaboración con Manuel A. Meaños y Roberto Zerrillo)
- Esta noche de copas (en colaboración con José María Contursi) (1958)
- Hoy es tarde (en colaboración con Enrique Domingo Cadícamo) (1956)
- Melodía oriental (en colaboración con Enrique Domingo Cadícamo y Roberto Zerrillo) (1940)
- Milonga de arrabal (en colaboración con Manuel A. Meaños y Roberto Zerrillo) (1940)
- No puede ser (en colaboración con Isaac Rosofsky y Marcos E. Larrosa) (1942)
- Pena vieja (en colaboración con Enrique Domingo Cadícamo) (1945)
- Por esta copa de alcohol (en colaboración con Mariano Abel Aznar) (1962)
- Qué más quieres (en colaboración con Mariano Abel Aznar ) (1970)
- Que viva el Carnaval (en colaboración con Carlos Waiss y Erma Suárez )
- Quién (en colaboración con Manuel A. Meaños y
- Quisiera ser chiquilín (en colaboración con Alberto Cosentino)
- Radioamor (en colaboración con Enrique Domingo Cadícamo y Roberto Zerrillo) (1940)
- Trovador mazorquero (en colaboración con Enrique Domingo Cadícamo) (1955)
- Tu peor egoísmo (en colaboración con Mariano Abel Aznar)
- Tú y el olvido (en colaboración con Leopoldo Díaz Vélez ) (1960)
- Tus lágrimas benditas (en colaboración con José María Contursi) (1966)
- Y te parece todavía (en colaboración con Mariano Abel Aznar) (1959)
- Yo (en colaboración con José María Contursi)